# Breakthru
Breakthru è una canzone della rock band britannica Queen. Fu estratta come secondo singolo dall'album The Miracle del 1989, raggiungendo la posizione numero 7 della Official Singles Chart nel Regno Unito, durante l'estate dello stesso anno. Tuttavia, non riuscì a classificarsi negli Stati Uniti.
La canzone inizia con una breve introduzione di lente armonie vocali, inizialmente composte da Freddie Mercury, e poi improvvisamente passa a un rock a metà tra pop e hard, in gran parte scritto da Roger Taylor, in cui il basso è predominante. L'intro era stato originariamente pensato per una canzone diversa, che finì per non essere mai pubblicata, chiamata A New Life Is Born. Il brano è uno dei preferiti dell'album da John Deacon, come lui stesso afferma in documentario dell'epoca, in alcune interviste effettuate alla band durante la registrazione del videoclip.

## Tracce del singolo
Edizioni 7" 1989 e 2010 (The Singles Collection Volume 3)
1. Breakthru - 4:11
2. Stealin' - 3:59

Edizione 12"/CD 1989
1. Breakthru (Extended version) - 5:44
2. Stealin' - 3:59
3. Breakthru - 4:11

## Versioni
- Album/Single version - 4:08 - versione contenuta in The Miracle.
- Extended version - 5:44 - pubblicata unicamente nel 1989 nel singolo versione 12" e successivamente inclusa nella raccolta The 12" Collection, del 1992.

## Formazione
- Freddie Mercury - voce, pianoforte, tastiera, cori
- Brian May - chitarra, cori
- John Deacon - basso
- Roger Taylor - batteria, cori, tastiera, programmazione

## Videoclip

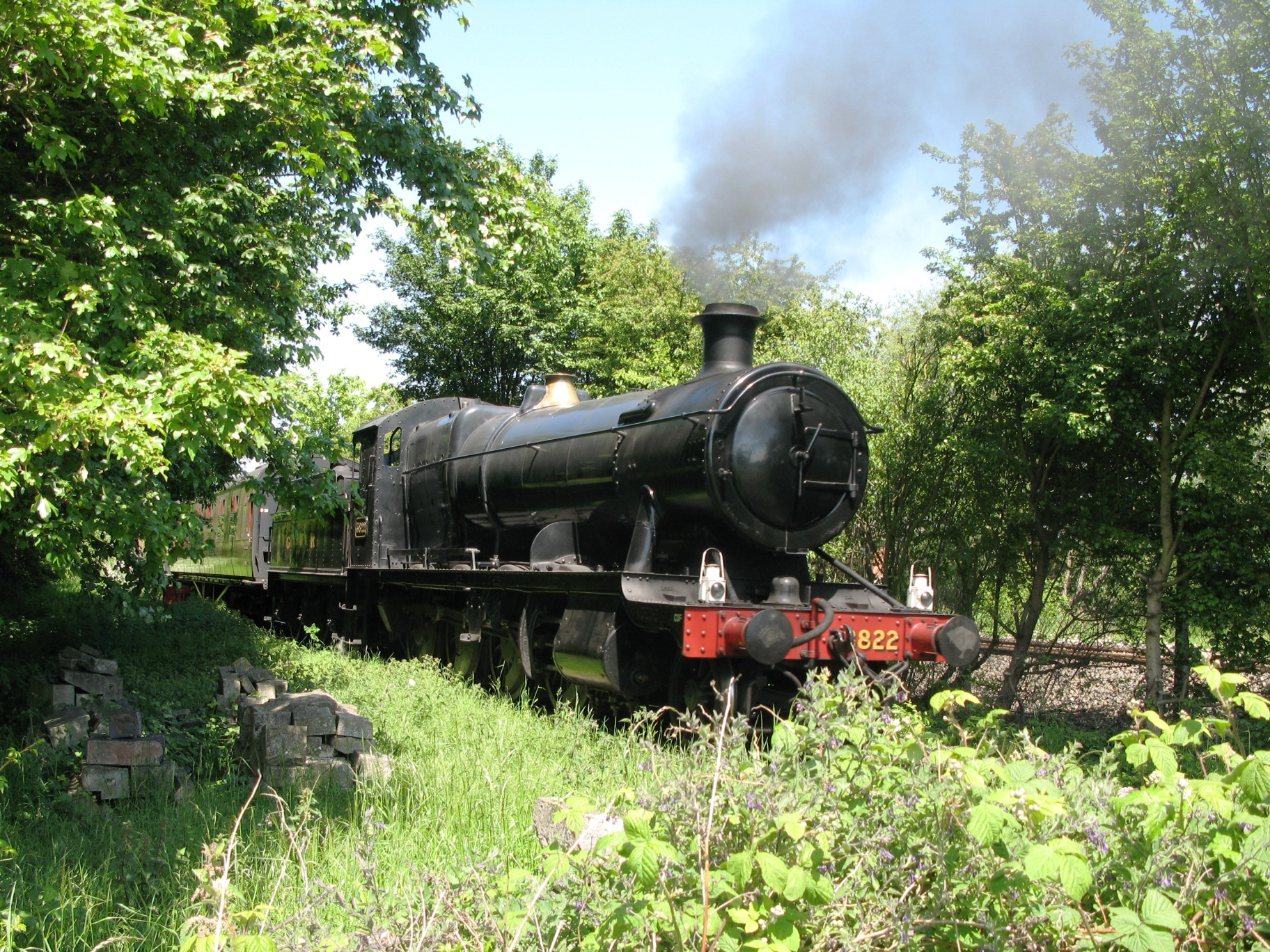

Il videoclip, girato nel giugno 1989, raffigura la band eseguire la canzone su un treno, chiamato "The Miracle Express" dal nome dell'album e seguendo il ritmo della canzone stessa. Più precisamente, il video fu filmato su un treno in corsa, sui binari di una ferrovia situata nella Neneh Valley, vicino a Peterborough nel Cambridgeshire in Inghilterra. Fu di Freddie Mercury l'idea di far recitare nel video, nella parte della bellezza mascherata che si alza dai binari all'inizio del video, la modella inglese Debbie Leng, nonostante il compagno della stessa, il batterista Roger Taylor, non fosse inizialmente d'accordo. Debbie Leng è stata una delle modelle inglesi più famose negli anni '80, nonché la ragazza della cioccolata, la Flake girl, in un famoso spot della cioccolata Cadbury's Flake.
Roger e Deborah sono stati insieme dal 1987 al 2003 e hanno 3 figli: Rufus Tiger, Tiger Lily e Lola Daisy May.

## Lato B
La B-Side del singolo è Stealin', brano registrato durante le sessioni di registrazione per The Miracle, ma escluso dalla tracklist finale dell'album.